# 戈勒努什·塞卜加托拉希
戈勒努什·塞卜加托拉希（波斯語：‎，1990年12月20日—），伊朗女子射击运动员，2022年世界射击锦标赛女子10米气手枪团体铜牌得主、2023年世界射击锦标赛女子10米气手枪团体铜牌得主。